# Michael De Luca
Michael De Luca (Brooklyn, 13 de agosto de 1965) es un productor de cine y guionista estadounidense. Anterior presidente de producción de New Line Cinema y DreamWorks, De Luca ha recibido tres nominaciones a los Premios de la Academia por su labor en las películas Captain Phillips (2013), Moneyball (2011) y La red social (2010).

## Filmografía

### Cine y televisión
| Año  | Título                                       | Notas                         | Director                                     |
| ---- | -------------------------------------------- | ----------------------------- | -------------------------------------------- |
| 1987 | The Lawnmower Man                            | Corto, escritor               | James Gonis                                  |
| 1988 | Freddy's Nightmares                          | 11 episodios, escritor        | Dwight H. Little Tom DeSimone Ken Wiederhorn |
| 1990 | Leatherface: The Texas Chainsaw Massacre III | Productor asociado            | Jeff Burr                                    |
| 1991 | Freddy's Dead: The Final Nightmare           | Escritor                      | Rachel Talalay                               |
| 1992 | Deep Cover                                   | Productor ejecutivo           | Bill Duke                                    |
| 1993 | Loaded Weapon 1                              | Productor ejecutivo           | Gene Quintano                                |
| 1994 | Dark Justice                                 | 3 episodios, escritor         | Tom DeSimone John Nicolella                  |
| 1994 | The Mask                                     | Productor ejecutivo           | Chuck Russell                                |
| 1994 | Don Juan DeMarco                             | Productor ejecutivo           | Jeremy Leven                                 |
| 1994 | In the Mouth of Madness                      | Productor ejecutivo, escritor | John Carpenter                               |
| 1995 | Judge Dredd                                  | Escritor                      | Danny Cannon                                 |
| 1996 | Last Man Standing                            | Productor ejecutivo           | Walter Hill                                  |
| 1996 | Star Trek: Voyager                           | 1 episodio, escritor          | Alexander Singer                             |
| 1996 | The Long Kiss Goodnight                      | Productor ejecutivo           | Renny Harlin                                 |
| 1997 | B*A*P*S                                      | Productor ejecutivo           | Robert Townsend                              |
| 1997 | One Night Stand                              | Productor ejecutivo           | Mike Figgis                                  |
| 1997 | Boogie Nights                                | Productor ejecutivo           | Paul Thomas Anderson                         |
| 1997 | Wag the Dog                                  | Productor ejecutivo           | Barry Levinson                               |
| 1998 | Dark City                                    | Productor ejecutivo           | Alex Proyas                                  |
| 1998 | Lost in Space                                | Productor ejecutivo           | Stephen Hopkins                              |
| 1998 | Blade                                        | Productor ejecutivo           | Stephen Norrington                           |
| 1998 | Pleasantville                                | Productor ejecutivo           | Gary Ross                                    |
| 1998 | American History X                           | Productor ejecutivo           | Tony Kaye                                    |
| 1999 | Austin Powers: The Spy Who Shagged Me        | Productor ejecutivo           | Jay Roach                                    |
| 1999 | Detroit Rock City                            | Productor ejecutivo           | Adam Rifkin                                  |
| 1999 | Body Shots                                   | Productor ejecutivo           | Michael Cristofer                            |
| 1999 | The Bachelor                                 | Productor ejecutivo           | Gary Sinyor                                  |
| 1999 | Magnolia                                     | Productor ejecutivo           | Paul Thomas Anderson                         |
| 2000 | Lost Souls                                   | Productor ejecutivo           | Janusz Kamiński                              |
| 2000 | Little Nicky                                 | Productor ejecutivo           | Steven Brill                                 |
| 2000 | Thirteen Days                                | Productor ejecutivo           | Roger Donaldson                              |
| 2001 | Hedwig and the Angry Inch                    | Productor ejecutivo           | John Cameron Mitchell                        |
| 2001 | Blow                                         | Productor ejecutivo           | Ted Demme                                    |
| 2001 | Town & Country                               | Productor ejecutivo           | Peter Chelsom                                |
| 2001 | Storytelling                                 | Productor ejecutivo           | Todd Solondz                                 |
| 2001 | Rush Hour 2                                  | Productor ejecutivo           | Brett Ratner                                 |
| 2001 | Knockaround Guys                             | Productor ejecutivo           | Brian Koppelman David Levien                 |
| 2001 | Life as a House                              | Productor ejecutivo           | Irwin Winkler                                |
| 2001 | I Am Sam                                     | Productor ejecutivo           | Jessie Nelson                                |
| 2002 | Run Ronnie Run!                              | Productor ejecutivo           | Troy Miller                                  |
| 2002 | John Q.                                      | Productor ejecutivo           | Nick Cassavetes                              |
| 2002 | Blade II                                     | Productor ejecutivo           | Guillermo del Toro                           |
| 2002 | Highway                                      | Productor ejecutivo           | James Cox                                    |
| 2002 | Unconditional Love                           | Productor ejecutivo           | P. J. Hogan                                  |
| 2002 | Simone                                       | Productor ejecutivo           | Andrew Niccol                                |
| 2003 | A Man Apart                                  | Productor ejecutivo           | F. Gary Gray                                 |
| 2005 | Zathura: A Space Adventure                   | Productor                     | Jon Favreau                                  |
| 2007 | Ghost Rider                                  | Productor                     | Mark Steven Johnson                          |
| 2008 | 21                                           | Productor ejecutivo           | Robert Luketic                               |
| 2008 | The Love Guru                                | Productor ejecutivo           | Marco Schnabal                               |
| 2009 | Brothers                                     | Productor                     | Jim Sheridan                                 |
| 2010 | The Social Network                           | Productor                     | David Fincher                                |
| 2011 | Drive Angry                                  | Productor                     | Patrick Lussier                              |
| 2011 | Priest                                       | Productor                     | Scott Stewart                                |
| 2011 | Fright Night                                 | Productor                     | Craig Gillespie                              |
| 2011 | Butter                                       | Productor                     | Jim Field Smith                              |
| 2011 | Moneyball                                    | Productor                     | Bennett Miller                               |
| 2011 | The Sitter                                   | producer                      | David Gordon Green                           |
| 2011 | Ghost Rider: Espíritu de Venganza            | producer                      | Neveldine/Taylor                             |
| 2013 | Captain Phillips                             | Productor                     | Paul Greengrass                              |
| 2014 | Dracula Untold                               | Productor                     | Gary Shore                                   |
| 2015 | Fifty Shades of Grey                         | Productor                     | Sam Taylor-Johnson                           |
| 2016 | Inferno                                      | Productor                     | Ron Howard                                   |
| 2017 | 89th Academy Awards                          | Productor                     |                                              |
| 2017 | Fifty Shades Darker                          | Productor                     | James Foley                                  |
| 2018 | Fifty Shades Freed                           | Productor                     | James Foley                                  |
| 2018 | 90th Academy Awards                          | Productor                     |                                              |
| 2018 | The Sisters Brothers                         | Productor                     | Jacques Audiard                              |
| 2019 | Cowboy Ninja Viking                          | Productor                     | Michelle MacLaren                            |
| 2019 | The Kitchen                                  | Productor                     | Andrea Berloff                               |
| 2024 | Ricky Stanicky                               | Productor                     | Peter Farrelly                               |
| TBA  | Warhol                                       | Productor                     |                                              |
| TBA  | Metro 2033                                   | Productor                     |                                              |
| TBA  | Suicide Squad 2                              | Productor                     |                                              |

## Premios y distinciones
Premios Óscar
| Año  | Categoría      | Trabajo nominado | Resultado |
| ---- | -------------- | ---------------- | --------- |
| 2012 | Mejor película | Moneyball        | Nominado  |
| 2014 | Mejor película | Capitán Phillips | Nominado  |